# Eugen Gerstenmaier
Eugen Gerstenmaier (ur. 25 sierpnia 1906 w Kirchheim, zm. 13 marca 1986 w Remagen) – niemiecki polityk, teolog i działacz protestancki. Członek antynazistowskiego Kręgu z Krzyżowej. Po wojnie związany z CDU. W latach 1954–1969 przewodniczący Bundestagu.

## Życiorys
Urodził się w protestanckiej rodzinie w Wittenberdze. Najpierw otrzymał wykształcenie jako kupiec tekstylny, potem studiował teologię ewangelicką i filozofię na uniwersytetach w Tybindze, Rostocku i Zurychu. Angażował się w ruch chrześcijański. W latach 1933–1934 występował przeciwko faszyzacji niemieckiej hierarchii kościelnej, za co został na krótko aresztowany. Po obronie dysertacji doktorskiej i przygotowaniach do pracy duszpasterskiej, od 1936 pracował w kościelnym urzędzie u biskupa Theodora Heckela w Berlinie.
Ponieważ jako kierownik referatu ekumenicznego (od 1940 pracował jako radca) także po 1939 mógł swobodnie wyjeżdżać za granicę, miał on dla kręgów opozycyjnych szczególne znaczenie. Za pośrednictwem Hansa Bernda von Haeftena i Adama von Trott zu Solz zbliżył się do Kręgu z Krzyżowej i zaczął brać udział w jego pracach. Brał nawet udział w drugim i trzecim zjeździe opozycjonistów w Krzyżowej. Był zaangażowany w przygotowania do zamachu stanu z 20 lipca 1944. Zawsze opowiadał się za zamordowaniem Adolfa Hitlera. W dniu zamachu przebywał nawet w jego centrali przy ówczesnej Bendlerstrasse w Berlinie (obecnie Stauffenbergstrasse). Oskarżony potem przed Trybunałem Ludowym (Volksgerichtshof) o zdradę stanu. Dzięki prywatnym powiązaniom udało się mu uniknąć kary śmierci. 11 stycznia 1945 skazano go na karę siedmiu lat ciężkiego więzienia. 
Z miejsca odosobnienia w Bayreuth zwolniony został dopiero przez oddziały amerykańskie. Od 1948 był członkiem niemieckiego konsystorza ewangelickiego. W 1945 przejął w Stuttgarcie kierownictwo protestanckiej organizacji humanitarnej (Hilfswerk der Evangelischen Kirchen in Deutschland). W latach 1949–1969 z ramienia CDU był deputowanym do Bundestagu, którego 1954–1969 był przewodniczącym. Jednocześnie od 1956 do 1969 pełnił funkcję wiceprzewodniczącego CDU. Zdeklarowany zwolennik integracji Niemiec z zachodem i budowania Unii Europejskiej. Bliski zaufany Konrada Adenauera. W 1969 został poddany ostrej krytyce za roszczenia odszkodowawcze za krzywdy poniesione w okresie III Rzeszy, w wyniku czego ustąpił z zajmowanych stanowisk.